# 地久節
地久節（ちきゅうせつ）は、皇后の誕生日を祝う日。「地久」は老子の「天長地久」より採られている。皇后誕生日（こうごうたんじょうび）ともいう。
令和時代における日付は、今上天皇の后雅子の誕生日にあたる「12月9日」である（2019年〈令和元年〉 - ）。 

## 概要
天長節（天皇誕生日）と異なり、皇室祭祀令に基づく宮中祭祀や、休日法の定める国民の祝日ではないが、男女別学が主流だった戦前期の女子校などにおいて、天長節に準じた扱いで祝賀の儀式が行われることがあった。
1930年（昭和5年）12月23日、大日本連合婦人会が結成されると、皇太后（貞明皇后）の女官長を辞職したばかりの島津ハルが理事に就任した。島津ハルは島津長丸男爵夫人で、香淳皇后の縁者でもあった。同会は、当時の地久節（香淳皇后の誕生日である3月6日）を母の日に定めた。
しかし、母の日は連合国軍占領下の日本の1949年（昭和24年）頃からアメリカ合衆国に倣って「5月第2日曜日」に変更されている。
1948年（昭和23年）7月20日に施行された国民の祝日に関する法律が「天長節」ではなく「天皇誕生日」の名称を用いたことを受けて、「地久節」も「皇后誕生日」の名称を用いることが一般的になっている。

## 歴代皇后の地久節：皇后誕生日（近代以後）
| 元号 |  | 在位皇后     | 西暦 (和暦)                         | 日付     | 生年                            | 没年月日                          |
| ---- |  | ------------ | ----------------------------------- | -------- | ------------------------------- | --------------------------------- |
| 明治 |  | 昭憲皇太后   | 1868年(明治元年) - 1911年(明治44年) | 5月9日   | 1849年 （旧暦：嘉永2年4月17日） | 1914年(大正3年)4月9日（64歳没）   |
| 大正 |  | 貞明皇后     | 1913年(大正2年) - 1926年(大正15年)  | 6月25日  | 1884年(明治17年)                | 1951年(昭和26年)5月17日（66歳没） |
| 昭和 |  | 香淳皇后     | 1927年(昭和2年) - 1988年(昭和63年)  | 3月6日   | 1903年(明治36年)                | 2000年(平成12年)6月16日（97歳没） |
| 平成 |  | 上皇后美智子 | 1989年(平成元年) - 2018年(平成30年) | 10月20日 | 1934年(昭和9年) （90歳）        |                                   |
| 令和 |  | 皇后雅子     | 2019年(令和元年) -                  | 12月9日  | 1963年(昭和38年) （61歳）       |                                   |